# Emmaus (romanzo)
(Incipit del romanzo)
Emmaus è un romanzo di Alessandro Baricco edito da Feltrinelli nel 2009. È il primo e più conosciuto della tetralogia I Corpi.
Il titolo Emmaus richiama il celebre episodio del Vangelo in cui due amici incontrano Gesù risorto, camminano per diverso tempo al suo fianco, parlano con lui ma lo riconoscono solo quando, durante la cena, egli compie il gesto di spezzare il pane; parabola narrata nel romanzo stesso. Tale riferimento sembra alludere al tema dell'incomprensione, caratteristica costante dei principali accadimenti del romanzo.

## Trama
Luca, Bobby, il Santo e l'anonimo narratore sono quattro diciassettenni che vivono in una città italiana.  Frequentano la parrocchia, suonando durante la messa domenicale con i loro strumenti, prestano assistenza in un ricovero per anziani, e passano parte del loro tempo libero in altre attività soprattutto di volontariato, suggerite dal Santo, capo carismatico del gruppetto. I quattro sentono di appartenere ad un ambiente sociale e culturale radicalmente diverso da quello dei loro compagni di scuola di ricca famiglia, che hanno atteggiamenti molto più disinibiti e trasgressivi della morale tradizionale.
Un giorno Bobby propone di suonare col complesso in un locale pubblico, perché non resti legato al solo repertorio chiesastico, e suggerisce di coinvolgere come vocalist Andrea detta Andre, una loro compagna di scuola con un tentativo di suicidio alle spalle, con genitori agiati, ma rimasta senza padre, perché morto in un incidente stradale. Il più contrario è il Santo, che però deve fare buon viso a cattivo gioco; ha tuttavia un duro scontro con Bobby durante una gita in montagna.
Dopo la loro prima esibizione con Andre, Bobby appare il più desideroso di inserirsi nella rete di rapporti sociali della ragazza, arrivando a fare uso di droghe come diversi conoscenti di lei; anche il Santo sembra inserirsi bene nel nuovo ambiente, mantenendo però la sua aura di superiorità. Luca e il narratore hanno con Andre un rapporto sessuale a tre e, quando vengono a sapere che la ragazza è incinta, ne rimangono enormemente turbati: Luca arriva a togliersi la vita gettandosi dal balcone di casa. Andre confida però al narratore che era già incinta quando aveva avuto il rapporto con loro due, così egli finisce col capire che il figlio è del Santo.
Proprio quest'ultimo rimane invischiato in una torbida storia: una sera, mentre è in automobile con degli amici di Andre, un colpo partito dalla pistola che portava con sé uccide un travestito che avevano fatto salire. Viene condannato per l'omicidio e, avendo già compiuto diciott'anni, è internato nel carcere degli adulti.
Nel tentativo di riprendere in mano le fila della sua vita, il narratore torna da solo alle attività che faceva con i suoi amici, come il volontariato all'ospizio per anziani e la musica in chiesa. Alla fine di una messa, nota Andre in fondo alla navata e va a sedersi vicino a lei.

## Personaggi
- Il narratore
- Bobby: chiamato così perché suo fratello maggiore assomiglia a John Fitzgerald Kennedy, appare desideroso di essere accettato anche al di fuori del proprio ambiente. La smania di fare nuove esperienze lo porta a diventare un tossicodipendente.
- Luca: definito dal narratore come il suo migliore amico, ha un padre che soffre di depressione. Ciò influenza probabilmente la sua decisione di commettere suicidio.
- Il Santo: tra i quattro amici è quello dotato di maggior carisma. Porta una corta barba. Ha meditato di farsi sacerdote ed è convinto di essere tentato dai demoni. Durante il processo per la morte del travestito mantiene un contegno che suggerisce al narratore che il suo amico voglia ripercorrere le tappe del processo di Gesù.
- Andrea detta Andre: una delle ragazze più desiderate e chiacchierate della scuola, dal fisico androgino e dal volto molto attraente.

## Critica
Domenico Starnone, su la Repubblica, ha lodato il romanzo di Baricco come un'opera di rara sensibilità, pur rimarcando che lo scrittore torinese non aveva mai trattato temi legati direttamente alla religione.

## Edizioni
- Alessandro Baricco, Emmaus, collana I Narratori, Milano, Feltrinelli, 2009, ISBN 978-88-07-01798-8.
- Alessandro Baricco, Emmaus, Milano, Mondolibri, 2009, ISBN 978-88-07-01798-8.
- Alessandro Baricco, Emmaus, collana Universale economica, n. 2295, Milano, Feltrinelli, 2011, ISBN 978-88-07-72295-0.
- Alessandro Baricco, Emmaus, collana Universale economica, n. 8637, Milano, Feltrinelli, 2015, ISBN 978-88-07-88637-9.